# Eerste divisie 1971/72
Het seizoen 1971/72 van de Nederlandse Eerste divisie had Haarlem als kampioen. Die club promoveerde daarmee samen met AZ '67 naar de Eredivisie.

## Eerste divisie

### Deelnemende teams
| Club            | Plaats      | Accommodatie                | Capaciteit | Trainer                        |
| --------------- | ----------- | --------------------------- | ---------- | ------------------------------ |
| AZ '67          | Alkmaar     | Alkmaarderhout              | 20.000     | Cor van der Hart               |
| Blauw-Wit       | Amsterdam   | Olympisch Stadion (bijveld) | 6.000      | Jany van der Veen              |
| D.F.C.          | Dordrecht   | Krommedijk                  | 12.000     | Ludwig Veg                     |
| De Volewijckers | Amsterdam   | Buiksloterbanne             | 12.500     | Ger Blok                       |
| De Graafschap   | Doetinchem  | De Vijverberg               | 12.500     | Piet de Visser                 |
| Eindhoven       | Eindhoven   | Aalsterweg                  | 27.000     | Leslie Talbot                  |
| FC VVV          | Venlo       | De Kraal                    | 17.500     | Josef Gesell                   |
| Fortuna         | Vlaardingen | Floreslaan                  | 12.000     | Piet de Wolf                   |
| Fortuna SC      | Sittard     | De Baandert                 | 20.000     | Evert Teunissen                |
| Haarlem         | Haarlem     | Jan Gijzenkade              | 14.500     | Joop Brand                     |
| Heerenveen      | Heerenveen  | Gemeentelijk Sportpark      | 15.000     | Meg de Jongh                   |
| Helmond Sport   | Helmond     | De Braak                    | 12.000     | Jacques de Wit                 |
| Heracles        | Almelo      | Bornsestraat                | 20.000     | Rinus Gosens                   |
| HVC             | Amersfoort  | Birkhoven                   | 10.000     | Hennie Hollink                 |
| PEC Zwolle      | Zwolle      | Gemeentelijk Sportpark      | 12.000     | Lászlo Zalai                   |
| Roda JC         | Kerkrade    | Kaalheide                   | 20.000     | Jacques Koole                  |
| SC Cambuur      | Leeuwarden  | Cambuurstadion              | 16.000     | Arie Otten Kor Woudstra (a.i.) |
| SVV             | Schiedam    | Harga                       | 10.000     | Jan Bens                       |
| Veendam         | Veendam     | De Langeleegte              | 13.000     | Leo Beenhakker                 |
| Wageningen      | Wageningen  | De Wageningse Berg          | 16.000     | Maarten Vink                   |
| Willem II       | Tilburg     | Gemeentelijk Sportpark      | 20.000     | Henk Wullems                   |

### Eindstand
| pos | club            | gs | w  | g  | v  | pnt | dv | dt | ds  |
| --- | --------------- | -- | -- | -- | -- | --- | -- | -- | --- |
| 1.  | Haarlem         | 40 | 26 | 10 | 4  | 62  | 74 | 23 | 51  |
| 2.  | AZ '67          | 40 | 22 | 11 | 7  | 55  | 68 | 31 | 37  |
| 3.  | Heerenveen      | 40 | 19 | 13 | 8  | 51  | 53 | 33 | 20  |
| 4.  | Roda JC         | 40 | 20 | 9  | 11 | 49  | 53 | 42 | 11  |
| 5.  | Eindhoven       | 40 | 16 | 14 | 10 | 46  | 50 | 47 | 3   |
| 6.  | Wageningen      | 40 | 17 | 12 | 11 | 46  | 54 | 51 | 3   |
| 7.  | PEC Zwolle      | 40 | 17 | 9  | 14 | 43  | 58 | 56 | 2   |
| 8.  | SC Cambuur      | 40 | 15 | 12 | 13 | 42  | 48 | 40 | 8   |
| 9.  | HVC             | 40 | 14 | 13 | 13 | 41  | 43 | 48 | -5  |
| 10. | Veendam         | 40 | 14 | 12 | 14 | 40  | 48 | 55 | -7  |
| 11. | De Graafschap   | 40 | 13 | 12 | 15 | 38  | 49 | 48 | 1   |
| 12. | Blauw-Wit       | 40 | 14 | 10 | 16 | 38  | 37 | 44 | -7  |
| 13. | Fortuna SC      | 40 | 11 | 14 | 15 | 36  | 48 | 46 | 2   |
| 14. | Heracles        | 40 | 13 | 9  | 18 | 35  | 46 | 45 | 1   |
| 15. | Willem II       | 40 | 12 | 11 | 17 | 35  | 46 | 54 | -8  |
| 16. | FC VVV          | 40 | 11 | 12 | 17 | 34  | 42 | 50 | -8  |
| 17. | SVV             | 40 | 12 | 10 | 18 | 34  | 44 | 54 | -10 |
| 18. | De Volewijckers | 40 | 8  | 16 | 16 | 32  | 35 | 49 | -14 |
| 19. | Fortuna         | 40 | 8  | 14 | 18 | 30  | 36 | 53 | -17 |
| 20. | Helmond Sport   | 40 | 9  | 12 | 19 | 30  | 39 | 63 | -24 |
| 21. | D.F.C.          | 40 | 7  | 9  | 24 | 23  | 31 | 70 | -39 |

#### Legenda
| Kleur | Kwalificatie voor           |
| ----- | --------------------------- |
|       | Promotie naar de Eredivisie |

### Uitslagen
|                     | AZ    | BLW   | CAM   | DFC   | EVV   | FVL   | FOR   | GRA   | HFC   | HEE   | HSP   | HER   | HVC   | PEC   | RJC   | SVV   | VEE   | VWK   | VVV   | WAG   | WIL   |
| ------------------- | ----- | ----- | ----- | ----- | ----- | ----- | ----- | ----- | ----- | ----- | ----- | ----- | ----- | ----- | ----- | ----- | ----- | ----- | ----- | ----- | ----- |
| AZ '67              |       | 2 – 1 | 1 – 1 | 1 – 0 | 0 – 0 | 1 – 1 | 5 – 0 | 2 – 1 | 0 – 1 | 1 – 0 | 3 – 1 | 4 – 0 | 1 – 0 | 3 – 1 | 1 – 0 | 3 – 0 | 3 – 0 | 1 – 0 | 4 – 0 | 3 – 1 | 7 – 1 |
| Blauw-Wit           | 2 – 0 |       | 1 – 0 | 1 – 0 | 0 – 0 | 3 – 3 | 1 – 1 | 2 – 2 | 1 – 6 | 0 – 0 | 2 – 0 | 2 – 1 | 0 – 2 | 0 – 1 | 2 – 1 | 2 – 1 | 3 – 0 | 2 – 0 | 1 – 2 | 1 – 0 | 0 – 0 |
| SC Cambuur          | 1 – 0 | 0 – 1 |       | 5 – 1 | 2 – 0 | 0 – 1 | 3 – 2 | 3 – 0 | 4 – 1 | 1 – 2 | 1 – 0 | 0 – 1 | 1 – 1 | 0 – 2 | 2 – 1 | 0 – 0 | 2 – 0 | 3 – 1 | 0 – 2 | 1 – 0 | 1 – 1 |
| D.F.C.              | 0 – 0 | 0 – 1 | 1 – 0 |       | 0 – 1 | 3 – 0 | 0 – 1 | 1 – 0 | 1 – 1 | 1 – 2 | 0 – 1 | 1 – 0 | 1 – 3 | 2 – 0 | 0 – 1 | 1 – 1 | 4 – 1 | 0 – 4 | 1 – 1 | 0 – 3 | 2 – 1 |
| Eindhoven           | 4 – 3 | 4 – 1 | 3 – 1 | 3 – 1 |       | 1 – 1 | 1 – 1 | 2 – 0 | 0 – 3 | 2 – 0 | 1 – 1 | 1 – 0 | 3 – 2 | 0 – 0 | 0 – 0 | 2 – 1 | 0 – 3 | 3 – 2 | 2 – 1 | 1 – 0 | 2 – 0 |
| Fortuna Vlaardingen | 0 – 1 | 1 – 0 | 1 – 1 | 4 – 1 | 1 – 2 |       | 1 – 1 | 1 – 2 | 0 – 2 | 2 – 0 | 1 – 1 | 0 – 1 | 0 – 1 | 1 – 3 | 2 – 0 | 0 – 1 | 1 – 1 | 0 – 1 | 1 – 0 | 1 – 1 | 1 – 0 |
| Fortuna SC          | 1 – 1 | 1 – 1 | 0 – 0 | 4 – 1 | 0 – 1 | 1 – 1 |       | 0 – 0 | 0 – 1 | 1 – 2 | 1 – 0 | 3 – 1 | 0 – 2 | 9 – 0 | 1 – 2 | 2 – 0 | 3 – 1 | 4 – 0 | 2 – 0 | 1 – 1 | 3 – 1 |
| De Graafschap       | 1 – 1 | 1 – 0 | 0 – 0 | 1 – 0 | 1 – 1 | 1 – 0 | 2 – 3 |       | 3 – 1 | 1 – 1 | 1 – 2 | 1 – 1 | 5 – 1 | 2 – 3 | 0 – 1 | 2 – 0 | 3 – 2 | 1 – 1 | 1 – 3 | 5 – 1 | 0 – 0 |
| Haarlem             | 1 – 0 | 2 – 0 | 3 – 0 | 6 – 0 | 1 – 1 | 2 – 0 | 2 – 0 | 1 – 0 |       | 2 – 0 | 2 – 0 | 1 – 1 | 2 – 0 | 4 – 0 | 2 – 0 | 1 – 0 | 2 – 1 | 6 – 0 | 1 – 0 | 2 – 2 | 2 – 1 |
| Heerenveen          | 2 – 0 | 1 – 0 | 0 – 0 | 3 – 0 | 2 – 1 | 1 – 0 | 0 – 0 | 1 – 0 | 1 – 1 |       | 3 – 1 | 0 – 0 | 2 – 0 | 3 – 0 | 1 – 2 | 3 – 1 | 1 – 2 | 0 – 0 | 1 – 0 | 1 – 1 | 3 – 0 |
| Helmond Sport       | 0 – 2 | 1 – 0 | 3 – 0 | 2 – 2 | 3 – 1 | 2 – 2 | 1 – 1 | 2 – 1 | 0 – 3 | 0 – 2 |       | 2 – 1 | 0 – 1 | 1 – 1 | 2 – 1 | 0 – 0 | 2 – 2 | 1 – 3 | 3 – 1 | 1 – 2 | 1 – 1 |
| Heracles            | 2 – 3 | 1 – 0 | 0 – 1 | 2 – 0 | 1 – 0 | 2 – 0 | 0 – 0 | 0 – 1 | 0 – 1 | 1 – 1 | 1 – 0 |       | 2 – 0 | 1 – 2 | 5 – 0 | 2 – 0 | 3 – 1 | 1 – 1 | 3 – 0 | 1 – 2 | 1 – 2 |
| HVC                 | 0 – 0 | 2 – 0 | 3 – 1 | 1 – 1 | 1 – 1 | 1 – 1 | 0 – 0 | 2 – 2 | 1 – 0 | 1 – 1 | 0 – 0 | 2 – 1 |       | 1 – 1 | 0 – 2 | 3 – 2 | 1 – 0 | 3 – 2 | 2 – 0 | 1 – 1 | 0 – 2 |
| PEC Zwolle          | 0 – 1 | 1 – 0 | 1 – 1 | 2 – 1 | 5 – 1 | 4 – 0 | 2 – 0 | 0 – 1 | 1 – 1 | 1 – 2 | 4 – 1 | 2 – 2 | 2 – 0 |       | 0 – 0 | 4 – 1 | 0 – 1 | 1 – 2 | 3 – 3 | 3 – 1 | 3 – 2 |
| Roda JC             | 1 – 3 | 2 – 0 | 3 – 2 | 1 – 1 | 1 – 0 | 1 – 1 | 2 – 0 | 1 – 0 | 1 – 0 | 2 – 1 | 1 – 1 | 2 – 1 | 1 – 1 | 1 – 0 |       | 3 – 1 | 0 – 1 | 3 – 1 | 2 – 1 | 6 – 0 | 1 – 0 |
| SVV                 | 1 – 2 | 2 – 3 | 1 – 4 | 2 – 0 | 1 – 1 | 1 – 1 | 2 – 1 | 1 – 1 | 1 – 1 | 3 – 1 | 3 – 1 | 1 – 0 | 4 – 1 | 1 – 0 | 1 – 1 |       | 0 – 1 | 1 – 0 | 2 – 0 | 0 – 1 | 2 – 1 |
| Veendam             | 2 – 2 | 0 – 1 | 1 – 1 | 1 – 0 | 1 – 1 | 2 – 1 | 2 – 0 | 1 – 1 | 0 – 0 | 1 – 1 | 3 – 0 | 0 – 3 | 0 – 0 | 1 – 2 | 2 – 1 | 2 – 2 |       | 0 – 0 | 3 – 2 | 2 – 1 | 4 – 3 |
| De Volewijckers     | 1 – 1 | 0 – 0 | 0 – 1 | 1 – 1 | 0 – 0 | 3 – 0 | 0 – 0 | 0 – 1 | 0 – 1 | 1 – 1 | 1 – 1 | 2 – 2 | 0 – 2 | 1 – 0 | 0 – 1 | 1 – 1 | 1 – 1 |       | 0 – 0 | 3 – 1 | 0 – 0 |
| FC VVV              | 0 – 0 | 0 – 0 | 1 – 1 | 1 – 1 | 1 – 0 | 1 – 2 | 2 – 0 | 1 – 0 | 1 – 3 | 0 – 1 | 4 – 0 | 1 – 1 | 1 – 0 | 1 – 2 | 2 – 2 | 0 – 2 | 3 – 1 | 2 – 0 |       | 0 – 0 | 3 – 1 |
| Wageningen          | 2 – 1 | 3 – 2 | 0 – 0 | 5 – 1 | 2 – 2 | 1 – 1 | 1 – 0 | 3 – 1 | 0 – 0 | 1 – 4 | 2 – 0 | 2 – 0 | 3 – 1 | 2 – 0 | 2 – 2 | 1 – 0 | 1 – 0 | 2 – 1 | 1 – 1 |       | 1 – 0 |
| Willem II           | 1 – 1 | 0 – 0 | 0 – 3 | 2 – 0 | 3 – 1 | 2 – 1 | 3 – 0 | 2 – 3 | 2 – 2 | 2 – 2 | 2 – 1 | 3 – 0 | 2 – 0 | 1 – 1 | 2 – 0 | 1 – 0 | 0 – 1 | 0 – 1 | 0 – 0 | 1 – 0 |       |

## Topscorers
| #  | Naam              | Club          | Goal |
| -- | ----------------- | ------------- | ---- |
| 1. | Gerdo Hazelhekke  | Wageningen    | 25   |
| 2. | Henk van Rooij    | Roda JC       | 19   |
| 3. | Gerrie de Goede   | Haarlem       | 17   |
|    | Kees Bregman      | Haarlem       | 17   |
|    | Harrie Heijnen    | FC VVV        | 17   |
| 6. | Joop Leidekker    | Heracles      | 15   |
|    | Thomas Haan       | Heerenveen    | 15   |
| 8. | Jo Geyselaers     | Fortuna SC    | 14   |
|    | Kees Kist         | Heerenveen    | 14   |
|    | Willy Coolen      | Roda JC       | 14   |
|    | Guus Hoevenberg   | De Graafschap | 14   |
|    | Piet van den Berg | Haarlem       | 14   |

## Trivia
- De Amsterdamse club Blauw-Wit fuseerde na afloop van dit seizoen met stadsgenoot DWS uit de Eredivisie tot FC Amsterdam. Volewijckers voegde zich in 1974 bij de fusieclub.

AZ '67 ·
Blauw-Wit ·
SC Cambuur ·
D.F.C. ·
Eindhoven ·
Fortuna SC ·
Fortuna ·
De Graafschap ·
Haarlem ·
Heerenveen ·
Helmond Sport ·
Heracles ·
HVC ·
PEC Zwolle ·
Roda JC ·
SVV ·
Veendam ·
De Volewijckers ·
FC VVV ·
Wageningen ·
Willem II ·
Eerste klasse

1955/56

Eerste divisie

1956/57 · 1957/58 · 1958/59 · 1959/60 · 1960/61 · 1961/62 · 1962/63 · 1963/64 · 1964/65 · 1965/66 · 1966/67 · 1967/68 · 1968/69 · 1969/70 · 1970/71 · 1971/72 · 1972/73 · 1973/74 · 1974/75 · 1975/76 · 1976/77 · 1977/78 · 1978/79 · 1979/80 · 1980/81 · 1981/82 · 1982/83 · 1983/84 · 1984/85 · 1985/86 · 1986/87 · 1987/88 · 1988/89 · 1989/90 · 1990/91 · 1991/92 · 1992/93 · 1993/94 · 1994/95 · 1995/96 · 1996/97 · 1997/98 · 1998/99 · 1999/00 · 2000/01 · 2001/02 · 2002/03 · 2003/04 · 2004/05 · 2005/06 · 2006/07 · 2007/08 · 2008/09 · 2009/10 · 2010/11 · 2011/12 · 2012/13 · 2013/14 · 2014/15 · 2015/16 · 2016/17 · 2017/18 · 2018/19 · 2019/20 · 2020/21 · 2021/22 · 2022/23 · 2023/24 · 2024/25

Eredivisie · Eerste divisie · Johan Cruijff Schaal · KNVB Beker · Play-offs